# كاس ديلون
كاس ديلون (بالإنجليزية: Cass Dillon)‏ هو كاتب أغاني أمريكي، ولد في 3 مايو 1986.